# Сигма-фактор
Сигма-фактор (σ-фактор) - это белок, необходимый для инициации транскрипции у бактерий.
Это бактериальный фактор инициации транскрипции, который обеспечивает специфическое связывание РНК-полимеразы (RNAP) с промоторами генов. Он гомологичен фактору транскрипции B у архей и эукариотическому фактору TFIIB. Конкретный сигма-фактор, используемый для инициации транскрипции данного гена, будет варьироваться в зависимости от гена и от сигналов окружающей среды, необходимых для инициации транскрипции этого гена. Выбор промоторов с помощью РНК-полимеразы зависит от сигма-фактора, который ассоциируется с ним.
Сигма-фактор вместе с РНК-полимеразой известен как РНК-полимераза-холофермент. Каждая молекула холофермента РНК-полимеразы содержит ровно одну субъединицу сигма-фактора. Количество сигма-факторов различается у разных видов бактерий. У кишечной палочки есть семь сигма-факторов. Сигма-факторы отличаются своим характерным молекулярным весом. Например, σ70 - это сигма-фактор с молекулярной массой 70 кДа.
Сигма-фактор в комплексе холофермента РНК-полимеразы необходим для инициации транскрипции, хотя, как только эта стадия заканчивается, он диссоциируется от комплекса, и РНК-полимераза продолжает элонгацию самостоятельно.

## Специализированные сигма-факторы
Различные сигма-факторы используются в разных условиях окружающей среды. Эти специализированные сигма-факторы связывают промоторы генов, соответствующие условиям окружающей среды, увеличивая транскрипцию этих генов.
Сигма-факторы  кишечной палочки:
- σ70 (RpoD) - σA - сигма-фактор «домашнего хозяйства» или также называемый первичный сигма-фактор, транскрибирует большинство генов в растущих клетках. Каждая клетка имеет сигма-фактор «домашнего хозяйства», который поддерживает работу важных генов и путей.[1] В случае кишечной палочки и других грамотрицательных палочковидных бактерий сигма "домашнего хозяйства" - σ70.[1]  Все гены, распознаваемые σ70, содержат сходные консенсусные последовательности промотора, состоящие из двух частей.[1] Консенсусные промоторные последовательности обычно находятся в 10 и 35 нуклеотидах относительно основания ДНК, соответствующего началу РНК-транскрипта (позиции -10 и -35 перед стартовой точкой).
- σ19 FecI - сигма-фактор, регулирующий ген fec для транспорта трехвалентного железа
- σ24 RpoE - сигма-фактор экстрацитоплазматического / экстремального теплового стресса
- σ28 RpoF - жгутиковый сигма-фактор
- σ32 RpoH - сигма-фактор теплового шока, включается при воздействии тепла на бактерию. Из-за более высокой экспрессии фактор будет с высокой вероятностью связываться с кор-ферментом РНК-полимеразы. При этом экспрессируются другие белки теплового шока, которые позволяют клетке выживать при более высоких температурах. Некоторые из ферментов, которые экспрессируются при активации σ32, представляют собой шапероны, протеазы и ДНК-репаративные ферменты.
- σ38 RpoS[англ.] - сигма-фактор голодной / стационарной фазы
- σ54 RpoN - сигма-фактор ограничения азота

Существуют также анти-сигма-факторы, которые ингибируют функцию сигма-факторов, и анти-анти-сигма-факторы, которые восстанавливают функцию сигма-фактора.

## Структура
Сигма-факторы имеют четыре основные части, которые обычно присутствуют во всех сигма-факторах:
```
N-конец --------------------- C-конец
          1.1    2    3    4
```

Основные части дополнительно подразделяются (например, 2 включает в себя 2.1, 2.2 и т. д.)
- Область 1.1 обнаруживается только в «первичных сигма-факторах» (RpoD, RpoS у кишечной палочки). Он обеспечивает связываемость сигма-фактора с промотором только тогда, когда он находится в комплексе с РНК-полимеразой.
- Регион 2.4 распознает и связывается с -10-элементом промотора  (он называется «Прибнов-бокс»).
- Регион 4.2 распознает и связывается с -35-элементом промотора.

Единственным исключением из этой правила является сигма-фактор типа σ54. Белки, гомологичные σ54 (RpoN), являются функциональными сигма-факторами, но имеют существенно отличающиеся аминокислотные последовательности.

## Задержка во время элонгации при транскрипции
Основная РНК-полимераза (состоящая из 2 альфа (α), 1 бета (β), 1 бета-штрих (β ') и 1 омега (ω) субъединиц) связывает сигма-фактор с образованием комплекса, называемого холоферментом РНК-полимеразы. Ранее считалось, что холофермент инициирует транскрипцию, в то время как основная РНК-полимераза (кор-фермент) самостоятельно синтезирует РНК. Таким образом, было принято мнение, что сигма-фактор должен диссоциировать при переходе от инициации транскрипции к элонгации транскрипции (этот переход называется «побегом промотора»). Эта точка зрения была основана на анализе очищенных комплексов РНК-полимеразы, застопорившихся при инициации и при элонгации. Наконец, структурные модели комплексов РНК-полимеразы предсказывают, что, поскольку растущий продукт РНК становится длиннее ~ 15 нуклеотидов, сигма должна быть «вытолкнута» из холофермента, поскольку между РНК и сигма-доменом происходит стерическое столкновение. Тем не менее, недавнее исследование показало, что σ70 может оставаться связанным в комплексе с основной РНК-полимеразой, по крайней мере, во время ранней элонгации. Действительно, феномен промоторно-проксимальной паузы указывает на то, что сигма играет роль в ранней элонгации транскрипции. Все исследования согласуются с предположением, что «побег промотора» сокращает время жизни взаимодействия сигма-фактора с кор-ферментом РНК-полимеразы с очень длинного в начале (слишком длинного, чтобы быть измеренным в типичном биохимическом эксперименте) до более короткого, измеримого времени жизни при переходе к этапу элонгации.

## σ цикл
Долгое время считалось, что σ-фактор обязательно покидает основной фермент (кор-фермент), как только он инициирует транскрипцию, позволяя свободному σ-фактору связываться с другим кор-ферментом и инициировать транскрипцию в другом сайте. Таким образом, σ-фактор переходит от одного кор-фермента к другому. Однако Ричард Эбрайт и его коллеги, используя метод передачи энергии флуоресцентного резонанса (FRET), позже показали, что σ-фактор не обязательно покидает кор-фермент. Вместо этого σ-фактор изменяет свою связь с кор-ферментом во время инициации и удлинения. Следовательно, σ-фактор циклически переходит между сильно связанным состоянием во время инициирования и слабосвязанным состоянием во время элонгации транскрипции.